# Oststeinbeker SV
Le Oststeinbeker SV est un club de volley-ball allemand fondé en 1948 et basé à Oststeinbek, évoluant au plus haut niveau national (1. Bundesliga).

## Palmarès
Néant.

## Effectif de la saison en cours
Entraîneur : Bernd Schlesinger  Allemagne ; entraîneur-adjoint : Joachim Müller  Allemagne
| Numéro | Nom                 | Taille | Nationalité |
| 1      | Stefan HAARMEYER    | 1,87   | Allemagne   |
| 2      | Björn DOMROESE      | 1,88   | Allemagne   |
| 3      | Jan BUHRMESTER      | 1,96   | Allemagne   |
| 4      | Sebastian NEUFELD   | 1,90   | Allemagne   |
| 5      | Stefan TRIENEN      | 1,97   | Allemagne   |
| 7      | Christoph DIECKMANN | 1,98   | Allemagne   |
| 8      | Martin HOFMANN      | 1,90   | Allemagne   |
| 9      | Patrick STELLMANN   | 1,92   | Allemagne   |
| 10     | Mirko SUHREN        | 1,91   | Allemagne   |
| 11     | Timo TIMPE          | 1,86   | Allemagne   |
| 12     | Christian PROSKE    | 1,90   | Allemagne   |
| 14     | Felix BRAUN         | 2,00   | Allemagne   |
| 15     | Hendrik HOFMANN     | 1,85   | Allemagne   |
| ?      | Christian BARTRAM   | 1,97   | Allemagne   |
| ?      | Oliver UTERMÖHL     | x,xx   | Allemagne   |
| ?      | Jan PETRI           | 1,84   | Allemagne   |